# Bodie Olmos
Bodie James Olmos (Los Angeles, 27 augustus 1975) is een Amerikaans acteur. Zijn vader is Edward James Olmos en zijn grootvader Howard Keel. Hij is genoemd naar de spookstad Bodie.

## Filmografie
- Dead Drop (2018) als onbekende rol
- Battlestar Galactica: The Plan (2009) als Brendan 'Hot Dog' Constanza
- Battlestar Galactica (2004-2009) als Brendan 'Hot Dog' Constanza
- Resilience (2006) als Al
- Splinter (2006) als Forensics Officer
- Walkout (2006) als Moctesuma Esparza
- Manejar (2005) als Daniel
- Capped (2003) als onbekende rol
- American Family (2002) als Jess Gonzales
- The Last Winter (2002) als onbekend rol
- The Wonderful Ice Cream Suit (1998) als een danser
- Stand and Deliver (1988) als Fernando Escalante
- American Playhouse (1982) als Rangers Son

- International Standard Name Identifier: 0000 0000 5155 3116
- Library of Congress Control Number: no2008098064
- Virtual International Authority File: 46577750
- WorldCat: E39PBJr3BdXkPkxyWQpPbbR9Xd